# Charlie Stephens
Charles „Charlie“ Stephens (* 5. April 1981 in London, Ontario) ist ein ehemaliger kanadischer Eishockeyspieler und -trainer, der im Verlauf seiner aktiven Karriere zwischen 1997 und 2016 unter anderem über 500 Spiele für die DEG Metro Stars, Krefeld Pinguine und Kölner Haie in der Deutschen Eishockey Liga (DEL) auf der Position des Centers bestritten hat. Darüber hinaus absolvierte Stephens über 300 weitere Partien in der American Hockey League (AHL) und stand in acht Begegnungen für die Colorado Avalanche aus der National Hockey League (NHL) auf dem Eis.

## Karriere
Bereits in seiner Jugend galt Stephens als großes Talent, nicht wenige Stimmen bescheinigten ihm eine Karriere in der nordamerikanischen Profiliga National Hockey League (NHL), die als beste der Welt gilt. Tatsächlich wurde der Center, der zwischen 1997 und 2002 für verschiedene Teams in der kanadischen Juniorenliga Ontario Hockey League (OHL) auf dem Eis stand, in der zweiten Runde des NHL Entry Draft 1999 von den Washington Capitals ausgewählt. Nachdem der Hauptstadtclub Stephens jedoch nicht unter Vertrag genommen hatte, wurde er im NHL Entry Draft 2001 erneut gedraftet, diesmal von Colorado Avalanche, für die er insgesamt acht NHL-Spiele absolvierte. Meist kam der Rechtsschütze jedoch für das Farmteam Hershey Bears in der American Hockey League (AHL) zum Einsatz und wechselte schließlich im Januar 2004 innerhalb der AHL im Tausch für Dennis Bonvie zu den Binghamton Senators, dem Kooperationspartner der Ottawa Senators. Dort blieb Stephens für drei Spielzeiten und stellte in der Saison 2005/06 mit 67 Scorerpunkten in 80 Spielen seinen persönlichen Rekord in der AHL auf.
Im Juli 2006 entschied sich Stephens für einen Wechsel nach Deutschland, nachdem sich in den vergangenen Jahren viele Spieler über ein Engagement in Europa für die NHL empfohlen hatten. Bereits bei seinen ersten Einsätzen für die DEG Metro Stars aus der Deutschen Eishockey Liga (DEL) wusste er spielerisch zu überzeugen, sammelte jedoch zu viele Strafminuten, darunter auch einige Spieldauer-Disziplinarstrafen. Dem Kanadier gelang es jedoch schnell, disziplinierter aufzutreten und die Anzahl seiner Strafen zu reduzieren, allerdings litt darunter auch seine Torausbeute. Nach einer Phase von 21 Spielen traf der Angreifer jedoch regelmäßig und erzielte oftmals spielentscheidende Treffer. Seine ansprechenden Leistungen führten dazu, dass sein bis zum Ende der Saison befristeter Vertrag um zwei weitere Jahre und damit bis zum Ende der Spielzeit 2008/09 verlängert wurde. In der Saison 2007/08 blieb Stephens jedoch weit hinter den Erwartungen der sportlichen Leitung und des Umfelds zurück, sodass sich Verein und Spieler schließlich auf eine Vertragsauflösung einigten.
Zum Spieljahr 2008/09 wurde der Kanadier daraufhin vom Ligarivalen Krefeld Pinguine verpflichtet, wo sein Vertrag später bis zum Sommer 2011 verlängert wurde. Nach der Saison 2010/11 wechselte Stephens zu den Kölner Haien. Im Januar 2013 wurde sein Vertrag vorzeitig bis 2014 und später bis 2016 verlängert. Im März 2016 gaben die Kölner Haie bekannt, dass Stephens keinen neuen Vertrag erhalten wird. Der 35-Jährige beendete daraufhin nach der Spielzeit seine Profikarriere. Anschließend arbeitete er zwischen 2016 und 2018 drei Jahre als Assistenztrainer der Eishockeymannschaft der University of Guelph.

## Erfolge und Auszeichnungen
- 1997 Jack Ferguson Award
- 1999 Teilnahme am CHL Top Prospects Game
- 2003 Teilnahme am AHL All-Star Classic
- 2009 Teilnahme am DEL All-Star Game

### International
- 1999 Goldmedaille beim Nations Cup

## Karrierestatistik

### International
Vertrat Kanada bei:
- Nations Cup 1999

(Legende zur Spielerstatistik: Sp oder GP = absolvierte Spiele; T oder G = erzielte Tore; V oder A = erzielte Assists; Pkt oder Pts = erzielte Scorerpunkte; SM oder PIM = erhaltene Strafminuten; +/− = Plus/Minus-Bilanz; PP = erzielte Überzahltore; SH = erzielte Unterzahltore; GW = erzielte Siegtore; 1 Play-downs/Relegation; Kursiv: Statistik nicht vollständig)